# Toscano Classico
Il Toscano Classico è un tipo di sigaro Toscano realizzato a macchina nella manifattura di Lucca (Toscana). All'interno della gamma dei Toscano è il tipo che è da più anni sul mercato, venne commercializzato nel 1930. Nel 2006, in contemporanea al ridisegno delle confezioni esterne, ha assunto l'aggettivo "Classico", in precedenza, infatti, le confezioni si chiamavano semplicemente "Toscani". È disponibile nella classica confezione da 5.
Nel 2011, in occasione di 150 anni dell'Unità d'Italia è stata messa in commercio una confezione celebrativa di 10 sigari che richiama, nella fattura, le confezioni di un tempo. La commercializzazione di questa confezione prosegue ancora oggi, vista anche la grande richiesta.

## Caratteristiche
Caratteristiche distintive del Toscano Classico secondo "il Toscano" e "Il Toscano nel Bicchiere":
- Manifattura di produzione: Lucca
- Tempo di maturazione e stagionatura: 6 mesi
- Fascia: tabacco nazionale
- Ripieno: tabacco nazionale
- Aspetto: marrone
- Fabbricazione: a macchina
- Lunghezza: 159 +/- 1[2] ; 155[3] mm
- Diametro pancia: 14,5[2] ; 13,5[3] mm
- Diametro punte: 8,5 +/- 0,5[2] ; 9[3] mm
- Volume: 16,9 ml
- Peso: circa 7,5[2] ; 7,2[3] gr
- Densità: 0,444[2] ; 0,426[3] g/ml
- Anno di uscita: 1930
- Disponibilità: in produzione
- Fascetta: Tricolore con scritta "SIGARO TOSCANO", medaglione centrale con scritta PRODOTTO IN ITALIA